# Aural Sculpture
Aural Sculpture es el octavo álbum de estudio de la banda inglesa The Stranglers. Producido por Laurie Latham en Bruselas (Bélgica) entre 1983 y 1984, y lanzado en noviembre de 1984 por el sello Epic.

## Listado de canciones
1. "Ice Queen" (4:01)
2. "Skin Deep" (3:53)
3. "Let Me Down Easy" (4:10)
4. "No Mercy" (3:38)
5. "North Winds" (4:03)
6. "Uptown" (2:57)
7. "Punch & Judy" (3:46)
8. "Spain" (4:13)
9. "Laughing" (4:12)
10. "Souls" (2:41)
11. "Mad Hatter" (4:00)
-2001 edition bonus tracks-
12. "Here And There" (4:21)
13. "In One Door" (2:50)
14. "Head On The Line" (3:09)
15. "Achilles Heel" (2:54)
16. "Hot Club" (2:53)
17. "Place De Victoires" (4:10)
18. "Vladimir And The Beast" (3:55)
19. "Vladimir Goes To Havana" (5:24)
- Datos: Q2871843